# ولشرات
ولشرات (به آلمانی: Welcherath) یک شهر در آلمان است که در فولکانایفل واقع شده‌است. ولشرات ۱۲۳ نفر جمعیت دارد.